# پیر سلطان ابدال
پیر سلطان ابدال (۸۷۹ - ۹۴۹ خورشیدی) چکامه‌سرای بنام علوی ترک بود. 
اصلیت او ترکمن بود. چکامه‌های او در زمینه حقوق انسانی روستاییان و مخالفت‌هایش با حاکمان عثمانی مردم زیادی را به او گرایش داد تا آنجا که به دستور خضرپاشا حاکم آنزمان استان سیواس به دار آویخته شد.
خواندن چکامه‌های او همراه با ساز جایگاه بسیار ویژه‌ای در موسیقی عاشیقی داراست.
نمونه‌ای از سروده‌های او بدینقرار است: 
| Dostun en güzeli bahçesine bir hoyrat girmiş |  | بهترین دوست کسی است که در باغچه اش زرهی از، |
| Korudur hey benli dilber korudur             |  | بیشه ها پوشیده است ای دلبر من از بیشه ها    |
| Gülünü dererken dalını kırmış                |  | هنگام چیدن گل بوته اش را شکسته و            |
| Kurudur hey benli dilber kurudur             |  | او خشک شد ای دلبر من خشک شد                 |